# Seth Lundy
Pour les articles homonymes, voir Seth.
Seth Xavier Lundy, né le  2 avril 2000 à Paulsboro dans le New Jersey, est un joueur américain de basket-ball évoluant aux postes d'arrière et ailier.

## Biographie

### Carrière universitaire
Entre 2019 et 2023, il joue pour les Nittany Lions de Penn State à l'université d'État de Pennsylvanie.
Le 22 mars 2023, il annonce qu'il se présente à la draft 2023 de la NBA.

### Carrière professionnelle

#### Hawks d'Atlanta (2023-2024)
Le 22 juin 2023, il est choisi en 46e position par les Hawks d'Atlanta lors de la draft 2023 de la NBA.
Le 6 juillet 2023, il signe un contrat two-way avec les Hawks, puis il en signe un autre à l'été 2024. Il est coupé en décembre 2024, sans avoir joué le début de saison à cause d'une blessure à la cheville.

#### Clippers de Los Angeles (mars-juillet 2025)
Début mars 2025, il signe avec les Clippers de Los Angeles via un contrat two-way. Il est coupé début juillet 2025.

## Palmarès

### Universitaire
- All-Big Ten Honorable Mention (Coaches) en 2023
- All-Big Ten Honorable Mention (Media) en 2023
- Big Ten All-Tournament Team en 2023

## Statistiques

### Universitaires
| Saison    | Équipe     | Matchs | Titul. | Min./m | % Tir | % 3pts | % LF | Rbds/m. | Pass/m. | Int/m. | Ctr/m. | Pts/m. |
| --------- | ---------- | ------ | ------ | ------ | ----- | ------ | ---- | ------- | ------- | ------ | ------ | ------ |
| 2019-2020 | Penn State | 30     | 15     | 15,3   | 39,4  | 39,1   | 75,0 | 2,83    | 0,57    | 0,30   | 0,40   | 5,50   |
| 2020-2021 | Penn State | 25     | 15     | 23,9   | 38,5  | 32,0   | 81,3 | 4,16    | 0,76    | 0,72   | 0,56   | 10,08  |
| 2021-2022 | Penn State | 30     | 30     | 32,3   | 39,5  | 34,8   | 86,7 | 4,87    | 0,70    | 1,00   | 0,67   | 11,87  |
| 2022-2023 | Penn State | 36     | 35     | 31,6   | 45,0  | 40,0   | 80,7 | 6,25    | 0,86    | 0,75   | 0,58   | 14,17  |
| Carrière  | Carrière   | 121    | 95     | 26,1   | 41,2  | 36,8   | 81,4 | 4,63    | 0,73    | 0,69   | 0,55   | 10,60  |